# Elecciones legislativas francesas en Comoras de 1945
Las elecciones a la Asamblea Nacional francesa se llevaron a cabo en Comoras el 21 de octubre de 1945. El territorio eligió un escaño único, ganado por Saïd Mohamed Cheikh.

## Resultados
|  | 92.34 % |

|  | 7.66 % |

|  | 98.18 % |

|  | 1.82 % |

|  | 76.55 % |

|  | 23.45 % |